# Le convenienze teatrali
Versions successives
- Le convenienze ed inconvenienze teatrali, opéra-bouffe (opera buffa) en 2 actes, 20 avril 1831, Teatro della Cannobiana, Milan

Personnages
- Daria Scortichini, prima donna (soprano)
- Procolo Cornacchia, son mari (baryton)
- Luigia Scannagalli, seconda donna (soprano)
- Mamma Agata, sa mère (basse bouffe)
- Dorotea Frescopane, castrat (contralto)
- Guglielmo Antolstoïnoloff, ténor allemand (ténor)
- Biscroma Strappaviscere, compositeur (baryton)
- Prospero Salsapariglia, poète et droguiste (basse bouffe)
- L'imprésario (baryton)
- Le directeur du théâtre (basse)

Airs
- « Lazzarune, scauzacane ! » (Mamma Agata)
- « Assisa a piè d'un sacco » (Mamma Agata)

Le convenienze teatrali (Les conventions théâtrales) est un opéra-bouffe (farsa) en un acte, livret et musique de Gaetano Donizetti, représentée pour la première fois au Teatro Nuovo de Naples le 21 novembre 1827. 
Une nouvelle version en 2 actes sous le titre Le convenienze ed inconvenienze teatrali ou Viva la mamma ! (Les conventions et inconvenances théâtrales), opéra-bouffe (opera buffa), est créée ensuite au Teatro della Cannobiana de Milan le 20 avril 1831.

## Histoire
La première version, en un acte, de Le convenienze teatrali fut composée en un mois en 1827 sur un argument que Donizetti avait écrit lui-même en adaptant une comédie célèbre d'Antonio Simone Sografi, représentée à Venise en 1794. Dans le contrat qui le liait, depuis le mois de janvier, à l'impresario Domenico Barbaja, Donizetti avait accepté de produire des ouvrages originaux pour des soirées de gala destinées à attirer du public, et la composition de ce petit opéra s'inscrivait dans ce cadre. La première représentation, au Teatro Nuovo de Naples le 21 novembre 1827, fut un grand succès, dû en partie à la présence d'un buffo de légende, Gennaro Luzio, qui chantait en travesti le rôle de Mamma Agata.
Quatre ans plus tard, au printemps de 1831, alors que le centre de l'activité musicale du compositeur tendait à se déplacer vers Milan, Donizetti s'appuya sur une autre comédie de Sografi, Le inconvenienze teatrali (Padoue, 1800), présentée comme la suite de la première, pour développer l'opéra d'origine en deux actes, sous le titre Le convenienze ed inconvenienze teatrali. L'ouvrage eut du succès, mais celui-ci ne se soutint pas durablement. Peut-être est-ce cette version qu'Hector Berlioz entendit au Teatro del Fondo de Naples en octobre de la même année, mais les reprises de Vienne (Theater am Kärntnertor, 1840) et de Milan (Scala, 1842) ne réussirent pas.
Malgré tout, Donizetti aimait beaucoup cet ouvrage et, en 1845, il envisageait d'en faire une troisième version, qui ne fut jamais terminée car, à cette époque, le compositeur était déjà gravement malade.
Après une longue éclipse, l'ouvrage fut repris pour la première fois au XXe siècle à Sienne en 1963. Il fait depuis l'objet de reprises régulières, généralement – mais pas toujours – dans la version en deux actes, et sous des titres divers, dont Viva la mamma !. C'est sous ce dernier titre qu'il a été donné dans une distribution réunissant Montserrat Caballé et Juan Pons. Il a également été donné à l'Opéra de Monte-Carlo en 2004 avec June Anderson. En 2009 le Teatro alla Scala de Milan a présenté une version télévisée placée sous la direction de Andy Sommer, avec une mise en scène de Antonio Albanese, Jessica Pratt et Vincenzo Taormina dans les rôles principaux.

## Distribution
| Rôle                                                                                 | Tessiture   | Créateurs (1827)    | Créateurs de la version en deux actes (1831) |
| ------------------------------------------------------------------------------------ | ----------- | ------------------- | -------------------------------------------- |
| Daria Scortichini, prima donna Corilla Scortichini, première chanteuse               | soprano     | Fanny Corri-Paltoni | Fanny Corri-Paltoni                          |
| Procolo Cornacchia, suo marito Procolo Cornacchia, son mari                          | baryton     |                     |                                              |
| Luigia Scannagalli, seconda donna Luigia Scannagalli, deuxième chanteuse             | soprano     |                     |                                              |
| Mamma Agata, sua madre Mamma Agata, sa mère                                          | basse buffo | Gennaro Luzio       | Giuseppe Frezzolini                          |
| Dorotea Frescopane, primo musico Dorotea Frescopane, musico                          | contralto   |                     |                                              |
| Guglielmo Antolstoinoloff, tenore tedesco Guglielmo Antolstoïnoloff, ténor allemand  | ténor       | Giuseppe Giordano   | Giuseppe Giordano                            |
| Biscroma Strappaviscere, compositore Biscroma Strappaviscere, compositeur            | baryton     |                     |                                              |
| Prospero Salsapariglia, poeta e droghiere Prospero Salsapariglia, poète et droguiste | basse buffo |                     |                                              |
| Impresario L'impresario                                                              | baryton     |                     |                                              |
| Ispettore del teatro Le directeur du théâtre                                         | basse       |                     |                                              |

## Argument
Dans un théâtre de Brozzi, les répétitions d'un nouvel opéra vont bon train (chœur « Cori, attenti »). Le compositeur Biscroma Strappaviscere donne ses conseils à la prima donna, Daria Scortichini, tandis que le musico, Dorotea Frescopane, la seconda donna, Luigia Scannagalli, et le ténor allemand, Guglielmo Antolstoinoloff, se lamentent du peu de cas qu'on fait de leurs rôles.
Mamma Agata, la mère de Luigia, exige qu'on développe la partie de sa fille en lui donnant un grand solo, et même un duo avec la prima donna (« Lazzarune, scauzacane ! »). Le duo existe, mais la prima donna refuse de le chanter car elle ne veut pas partager la scène avec une chanteuse subalterne ; Mamma Agata est prête à en venir aux mains pour défendre sa fille (duo « Ch'io canti un duetto ? »).
L'imprésario annonce que le musico s'est enfui et Mamma Agata s'offre pour le remplacer et fait aussitôt la démonstration de ses talents en chantant un duo avec le ténor (trio « Per me non trovo calma ») mais ce dernier ne la supporte pas et s'en va à son tour. Mais il est remplacé au pied levé par Procolo, mari de la prima donna, qui affirme connaître le rôle par cœur.
La répétition reprend (sextuor « Livorno, dieci aprile ») d'autant que le directeur du théâtre a fait appel à la force armée pour remettre les chanteurs au travail, car le public se presse déjà devant le théâtre pour la représentation. Après diverses péripéties, Mamma Agata entonne son grand air (« Assisa a piè d'un sacco »).
Mais en définitive, le directeur du théâtre annule la représentation en raison de la défection du musico et du ténor. Tous les participants décampent pour ne pas avoir à rembourser à l'imprésario l'argent qu'il leur a avancé.

## Analyse
La mise en scène des travers du milieu lyrique est une source d'inspiration classique de l'opéra, depuis Der Schauspieldirector (Le Directeur de théâtre) de Mozart (1786) jusqu'à Ariane à Naxos de Richard Strauss (1912). Néanmoins, l'opéra de Donizetti fait figure de singularité dans cette veine à l'époque romantique, sauf à citer également un autre ouvrage du compositeur, Il fortunato inganno (1823).
Se rattache de même à une riche tradition le fait de rechercher un effet comique en faisant jouer un rôle de femme par un homme travesti, et particulièrement, par la voix la plus grave, la voix de basse : elle court des Amours de Ragonde de Jean-Joseph Mouret (1714) à la Cuisinière de L'Amour des trois oranges de Prokofiev (1919).
Un des morceaux les plus amusants de la partition est le « grand air » de Mamma Agata « Assisa a piè d'un sacco » (« Assise au pied d'un sac »), irrésistible parodie du célèbre « air du saule » (canzone del salice)  de Desdemona dans l’Otello (1816) de Rossini. La cabalette de Mamma Agata, supprimée dans la version de 1831, est un pastiche de celle composée par Giuseppe Nicolini pour Giuditta Pasta à l'occasion d'une reprise du Tancredi de Rossini. Donizetti se moque également de lui-même en faisant répéter à la prima donna la cavatine d'un de ses opéras, Elvida, créé l'année précédente au San Carlo.

## Discographie sélective
| Année | Distribution (Agata, Daria, Guglielmo, Maestro)                               | Chef d'orchestre, Orchestre et chœur                                                           | Version | Label                                                          |
| ----- | ----------------------------------------------------------------------------- | ---------------------------------------------------------------------------------------------- | ------- | -------------------------------------------------------------- |
| 1963  | Renato Capecchi, Mariella Adani, Herbert Handt, Leo Nucci                     | Bruno Rigacci, Orchestra dell'Angelicum de Milan                                               |         | Microsillon : Voce 5 Enregistrement public                     |
| 1976  | Giuseppe Taddei, Daniela Mazzuccato, Sergio Tedesco, Paolo Montarsolo         | Carlo Franci, Orchestre symphonique de Vienne, Chœur de l'Opéra d'État de Vienne               | 2 actes | CD Audio : Bella Voce Cat: BLV 107232 Enregistrement public    |
| 1981  | Simone Alaimo, Daniela Dessi, William Matteuzzi, Giuseppe Lamazza             | Antonello Allemandi, Orchestra Sinfonica Estense, Coro del Teatro dell'Opera Giocosa           | 2 actes | CD Audio : Ars Nova Cat: ACDAN 2165 Enregistrement public      |
| 1990  | Domenico Trimarchi, Maria Angeles Peters, Sergio Tedesco, Vito Maria Brunetti | Bruno Rigacci, Orchestre symphonique de l'Émilie-Romagne Chœur du Teatro Rossini de Lugo       | 1 acte  | CD Audio : Bongiovanni Cat: GB 2091/92-2 Enregistrement public |
| 1995  | Bruno de Simone, Maria Costanza Nocentini, Bruno Lazzaretti, Mauro Utzeri     | Fabrizio Maria Carminati, Orchestra dei Pomeriggi Musicali, Coro dell' Teatro di Bergamo       | 2 actes | CD Audio : Ricordi Cat: 74321405872 Enregistrement public      |
| 2000  | Andrea Conchetti, Luciana Serra, Javor Torolov, Enrico Marabelli              | Enrique Mazzola, Orchestra of the Royal Northern College of Music Manchester, Corale Poliziana | 2 actes | DVD : Kikko Cat: OU 9001 Enregistrement public                 |

## Sources
- (fr) Piotr Kaminski, Mille et un opéras, Paris, Fayard, coll. Les indispensables de la musique, 2003
- (it) Daniele Spini, livret de l'enregistrement Bongiovanni
- (fr) Philippe Thanh, Donizetti, Actes Sud, 2005